# Hermann Karl Schenck zu Schweinsberg
Hermann Karl Maximilian Ferdinand Reinhold Schenck zu Schweinsberg (* 17. April 1900 in Gießen; † 1974) war ein deutscher Jurist.

## Leben
Er studierte Rechtswissenschaft an der Ludwigs-Universität in Gießen, promovierte dort im Jahre 1927 mit einer Arbeit Zur rechtlichen Bedeutung der Adelszeichen, und trat im Frühjahr 1927 als Gerichtsassessor in den hessischen Staatsdienst. Am 7. November 1932 wurde er Staatsanwalt beim Amtsgericht Gießen und am 29. Januar 1934 Staatsanwalt beim Landgericht Darmstadt. Am 1. Mai 1937 trat er in die NSDAP ein. Ab 1938 fungierte er auch mehrfach als Vertreter der Anklage in Hochverrats-Verfahren vor dem Volksgerichtshof. Ab 1. März 1939 und bis Kriegsende war er Oberlandesgerichtsrat in Darmstadt.
Nach dem Krieg und der Entnazifizierung wurde er am 1. November 1950 wieder als Staatsanwalt in Darmstadt eingestellt.